# H-Invitational Database
H-Invitational Database（エイチインビテーショナル・データベース）は、ヒトmRNA配列の情報注釈データベースである。

## 概要
産業技術総合研究所が開発・管理するヒトmRNAの情報注釈データベース。http://www.h-invitational.jp/ からオンライン公開されており、営利企業、大学・研究所問わず誰でも無償で利用できる。通称「H-InvDB（エイチインブ・ディービィー）」。同研究所のバイオメディシナル情報解析センター分子システム情報統合チームが開発・管理している。また、国立遺伝学研究所にミラーサイトがある。ヒト完全長cDNA情報注釈の国際共同研究プロジェクト「H-Invitational」の成果を公開する目的で構築された。
最初の公開は2004年4月。その後、後継プロジェクトにより対象をヒトmRNA全件に拡張した。
2008年12月18日に最新版のリリース6.0が公開され、ヒト転写産物219,765件, ヒト遺伝子座43,161件についての情報注釈を提供している。